# Limma
In de muziektheorie is het limma (Grieks: λεῖμμα (leimma), rest) de pythagorese diatonische halve toonafstand, een interval met de verhouding 243:256. Het limma vormt samen met de apotome, de chromatische halve toonafstand, de pythagorese hele toonafstand. 
Het limma is het verschil tussen de reine kwart en de pythagorese grote terts (ditonus). De frequentieverhouding 243:256 volgt dus uit de verhouding 3:4 voor de kwart en 64:81 voor de ditonus:
{\displaystyle {\frac {3/4}{64/81}}={\frac {243}{256}}.}
Naast dit standaardlimma kent men ook het 'klein' en het 'groot limma'. 

## Pythagorees systeem
Het systeem van Pythagoras is gebaseerd op de reine kwint, dus met een verhouding 2:3.
Een grote terts wordt berekend door twee hele toonafstanden van 8:9 te stapelen: 8:9 × 8:9 = 64:81. 
Het limma ontstaat ook als het 'verschil' (verhouding) tussen de stapeling van 3 octaven (bijvoorbeeld c-c'-c") en de stapeling van 5 kwinten (c-g-d'-a'-e"-b"). Dan is de verhouding tussen c" en b":
{\displaystyle \left({\frac {1}{2}}\right)^{3}:\left({\frac {2}{3}}\right)^{5}={\frac {243}{256}}\approx 90{,}22\;\mathrm {cent} }
Het limma is een didymische komma kleiner dan de natuurlijke halve toon:
Natuurlijke halve toonafstand = 15:16
Didymische komma = 80:81
Limma: 243:256 = (15:16) : (80:81)

## Klein limma
Het klein limma is het verschil tussen een grote hele toon en een diatonische halve toonafstand. De naamgeving stamt van Marpurg. 
- Grote hele toonafstand: 8:9
- Diatonische halve toonafstand: 15:16 = 120:128
- Klein limma (vb. des-d) = 128:135

## Groot limma
Het grote limma is slechts theoretisch van belang en wordt in de praktijk zelden gebruikt. Het bestaat uit de verhouding 25:27, en is de som van de kleine diesis en het kleine limma (125:128)x(128:135)=25:27